# Уилл Магнус
Доктор Уилл Магнус (англ. Doctor Will Magnus) — вымышленный персонаж, появляющийся в американских комиксах издательства DC Comics. Он — блестящий учёный, который время от времени страдает от тяжёлого психологического заболевания, и который ответственный за создание Металлических Людей, и он является главным экспертом по робототехнике в сообществе супергероев. Магнус впервые появился в Showcase #37 (апрель 1962), и он был создан Робертом Канигером и Россом Эндрю.
Магнус был адаптирован для различных работ, помимо комиксов, включая телесериалы и фильмы. Его озвучивали Кори Бёртон, С. Томас Хауэлл, Таунсенд Коулман, Фил Ламарр и Алан Тьюдик.

## Биография персонажа
Уилл Магнус — уважаемый учёный и создатель Металлических Людей, которые обладают формой искусственного интеллекта, основанной на «респонсометрах». В попытке увеличить продажи комиксов, Магнус был временно переосмыслен как беглец, стремящийся завоевать мир после того, как безумный диктатор промыл ему мозги.
В мини-серии 1993 года Metal Men рассказывается, что респонсометры не были ответственны за чувствительность Металлических Людей и что во время несчастного случая в лаборатории у Металлических Людей были запечатлены интеллект и личности реальных людей. В кульминационный момент мини-серии Золото погибает, а Магнус оказывается смертельно ранен. Он переносит своё сознание в зелёного робота Веридия и становится лидером Металлических Людей.

### 52
После сюжетной линии Infinite Crisis 2005—2006 годов, в которой были пересмотрены несколько аспектов истории DC, было заявлено, что происхождение «пустых роботов с респонсометрами» является окончательным происхождением Металлических Людей, в то время как происхождение «человеческих личностей» и мини-серии 1993 года описываются как побочный продукт психического расстройства, перенесённого Магнусом. Кроме того, Магнус создал Плутониевого Человека, гигантское супероружие, основанное на Металлических Людях. Эгг Фу похищает Магнуса и заставляет его создать нового Плутониевого Человека, но тот отказывается это делать и вместо этого воссоздаёт Металлических Людей. Однако его безумие влияет на Металлических Людей и меняет их личности.

### The New 52
В обновлённой сюжетной линии The New 52 2011 года Магнус создаёт Металлических Людей для выполнения поисково-спасательных операций, с которыми люди не могут справиться. Правительство вынуждает Металлических Людей стать наёмными убийцами, прежде чем Магнус возвращает их обратно.

## Силы и способности
В обычной жизни Уилл Магнус не обладал никакими особыми способностями, кроме своего выдающегося интеллекта. Его огромный интеллект был ответственен за создание Металлических Людей, а также различных других роботов.
Будучи Веридием, Магнус может манипулировать теплом и энергией.

## Другие версии
Вариант Уилла Магнуса из альтернативной вселенной, с элементами Боливара Траска, появляется в комиксе Magneto & the Magnetic Men из Amalgam Comics.

## Вне комиксов

### Телевидение
- Уилл Магнус, переименованный в Милтона Магнуса, появляется в мультсериале «Бэтмен: Отважный и смелый», где его озвучивает Кори Бёртон.[10] Эта версия ранее работала с несколькими другими учёными, прежде чем они были признаны погибшими в результате несчастного случая в лаборатории и превратились в Газовую Банду. Изначально не подозревая о злых намерениях своих коллег, Магнус создал Металлических Людей, чтобы продолжить их наследие.
- Уилл Магнус появляется в сегменте «Металлические Люди» в серии короткометражек «Нация DC», где его вновь озвучивает Кори Бёртон.
- Уилл Магнус появляется во флэшбэках эпизода «Да здравствует Железный дровосек» из мультсериала «Монстры-коммандос», где его озвучивает Алан Тьюдик.[11][10] Эта версия персонажа была в основном активна в 1960-х годах.

### Мультфильмы
- Уилл Магнус появляется в мультфильме «Лига Справедливости: Новый барьер», где его озвучивает Таунсенд Коулман.[10]
- Вариант Уилла Магнуса из альтернативной вселенной появляется в мультфильме «Лига Справедливости: Боги и монстры», где его озвучивает С. Томас Хауэлл.[10][12][13] Эта версия персонажа является другом Кирка Лэнгстрома, который пытался помочь ему создать сыворотку для лечения рака, но случайно превратил Лэнгстрома в псевдовампира. Через год после этого Магнус случайно забил до смерти свою жену Тину, поняв, что она предпочитает ему Лэнгстрома. Это заставило Магнуса потерять веру в человечество и попытаться положить конец всем человеческим конфликтам. В настоящем он создает трёх Металлических Людей, чтобы обвинить Лигу Справедливости в гибели различных учёных и соединить разумы каждого человека на Земле с помощью нанитов. Однако Лекс Лютор обнаруживает и раскрывает план Магнуса Лиге и военным США, что позволяет им остановить его. Когда его план проваливается, опечаленный Магнус совершает самоубийство, уничтожая себя с помощью нанитовой сферы.
- Уилл Магнус появляется в мультфильме «DC девчонки-супергерои: Межгалактические игры», где его озвучивает Фил Ламарр.[10]

### Видеоигры
- Уилл Магнус появляется в DC Universe Online качестве продавца в техническом отделе Сторожевой Башни.
- Уилл Магнус появляется в призываемого персонажа в Scribblenauts Unmasked: A DC Comics Adventure.[14]

### Прочее
- Уилл Магнус появляется в веб-сериале «DC девчонки-супергерои», где его озвучивает Фил Ламарр.[10]
- Уилл Магнус появляется в одиннадцатом сезоне «Тайн Смолвиля».